# This Is England (film)
This Is England è un film del 2006 diretto da Shane Meadows.
Dal film sono state tratte le miniserie televisive This Is England '86, This Is England '88 e This Is England '90, ambientate rispettivamente 3, 5 e 7 anni dopo gli eventi narrati nella pellicola.

## Trama
Midlands (Inghilterra), luglio del 1983. Shaun Field è un timido ragazzino di dodici anni che, dopo la tragica morte del padre durante la  guerra delle Falkland, vive da solo con la madre ed è costantemente vittima di bullismo da parte dei suoi compagni di scuola, che spesso e volentieri lo prendono di mira per il suo vestiario considerato ormai antiquato, come ad esempio i suoi pantaloni a zampa di elefante.
L'ultimo giorno di scuola, durante uno degli sfottò di cui è abitualmente vittima in classe, Shaun ha un violento litigio con Harvey, uno dei ragazzini che più di tutti lo perseguita, per via di una battuta molto offensiva da lui proferita nei confronti di suo padre caduto in battaglia. Sulla via di casa, ancora infuriato per il suo battibecco a scuola, Shaun s'imbatte in un gruppo di skinhead capitanato dal giovane Woody, che lo fa sentire da subito il benvenuto all'interno della gang.
Il gruppo, nonostante sia composto da ragazzi e ragazze appartenenti alle diverse sottoculture del periodo, è molto coeso e affiatato. Oltre a Woody (skinhead), i componenti sono la sua fidanzata Lol (skingirl/sort), Smell (new romantic), Gadget (skinhead), Milky (rude boy), di origine giamaicana, Pukey (street skinhead), Kelly (skingirl), Pob (rude girl), Kes (herbert), Trev (skingirl) e Meggy (skinhead). Il gruppo si dimostra incurante del suo modo di vestire, percepito come da "sfigato" dai suoi coetanei, accogliendolo invece a braccia aperte come compagno e coinvolgendolo attivamente in feste e scorribande. Shaun non impiega molto a inserirsi, abbracciando la moda skin come la caratteristica rasatura a zero dei capelli ed acquisendo man mano molta più sicurezza ed autostima, al punto da provare con disinvoltura un approccio con la più grande Smell.
Un giorno il gruppo si vede ritornare tra i propri ranghi, dopo alcuni anni passati in carcere, il suo vecchio capo Combo, individuo carismatico ma dalle tendenze sociopatiche, appena rilasciato assieme al suo compagno di cella Banjo, un violento e imponente naziskin costantemente armato di coltello, che reclamando da Woody il suo "posto di comando", vorrebbe politicizzare il gruppo in senso neonazistico. In carcere, infatti, Combo è venuto a stretto contatto con diversi esponenti di gruppi skinhead d'estrema destra, che lo hanno col tempo convertito alle loro idee ultranazionaliste e razziste. A causa di ciò si viene a formare ineluttabilmente una profonda frizione in seno al gruppo, che di lì a poco finisce per dividersi in due fazioni distinte: quella traditional (apolitica) di Woody e quella suprematista bianca di Combo, con Shaun, il facinoroso Pukey, Gadget (che si sentiva spesso bistrattato da Woody a causa del suo forte sovrappeso), e Meggy che passano dalla parte di quest'ultimo.
Tra Shaun e Combo si instaura gradualmente un forte legame, venendosi a formare una specie di rapporto maestro-allievo. Quando Combo decide di portare il suo gruppo ad un raduno del National Front britannico, un intimorito Pukey comincia a ricredersi sull'ideologia politica del gruppo, venendovi quindi, non appena si fa coraggio a dar voce alle proprie perplessità, bruscamente cacciato per far ritorno in quello di Woody. Da lì in poi, Combo e i suoi si dedicano a ogni genere di comportamento becero e razzista, come il Paki bashing (il pestaggio di gruppo di immigrati pakistani), andando anche a devastare l'emporio del signor Sandhu, da cui lo stesso Shaun era stato in precedenza bandito.
La situazione però precipita definitivamente quando Combo, dopo essere stato brutalmente respinto da Lol, della quale, a seguito d'una fugace relazione sessuale intrattenuta anni addietro, s'era perdutamente innamorato e che perciò aveva cercato d'avvicinare nonostante fosse adesso fidanzata con Woody, cade in una profonda depressione. Volendo tirarsi un po' su, decide di tenere una festa in casa sua, invitandovi anche Milky per farsi vendere una partita di marijuana. Durante la festa i due hanno modo di legare, ponendo così da parte le loro tensioni politico-razziali, fino a quando Milky, illustrandogli la sua calorosa vita famigliare e la sua infanzia tutto sommato serena, non scatena in lui un furioso raptus: davanti a uno sconvolto Shaun, trattenuto violentemente dall'intervenire da Banjo, e dei pietrificati Gadget e Meggy, Combo riduce in fin di vita Milky a suon di pugni. Quando alla fine Shaun inveisce verbalmente contro Combo, quest'ultimo lo caccia dal suo appartamento, facendolo poi seguire da tutti gli altri astanti quando anche Banjo, che si stava per accanire sul corpo esanime di Milky, arriva a subire la sua ira. Resosi poi conto con orrore della violenza perpetrata, un Combo in preda alle lacrime si fa accompagnare da Shaun nel portare Milky all'ospedale più vicino.
Successivamente, la madre rincuora Shaun sulle condizioni di Milky, fortunatamente sopravvissuto al brutale pestaggio di Combo. Il film si chiude con Shaun che, tornato sulla spiaggia dove soleva trascorrere i pomeriggi da solo, getta nell'oceano la bandiera inglese con la Croce di San Giorgio regalatagli da Combo.

## Produzione

### Cast
Thomas Turgoose all'epoca della produzione era appena tredicenne senza aspirazioni nel mondo del cinema. Interessato dalle notizie di una produzione cinematografica sulla figura del mondo skinhead decise di partecipare a un'audizione. Inizialmente gli fu impedito di partecipare ai provini dai genitori, poiché in punizione per la sua cattiva condotta a scuola. Il film è dedicato alla memoria di Sharon Turgoose, madre del giovane protagonista, deceduta poco prima dell'uscita del film, a causa di un cancro.

### Riprese
Gran parte del film è stato girato nei quartieri residenziali di Nottingham, inclusi Saint Ann's, Lenton e The Meadows. Alcune sequenze sono state girate in una vecchia base della RAF a circa 10 km da Nottingham. La scuola ripresa all'inizio del film è Long Eaton nel Derbyshire. Altre scene sono state girate a Grimsby nel Lincolnshire.

## Colonna sonora
1. Toots & the Maytals – 54–46 Was My Number – 3:12 (Frederick Hibbert)
2. Dexys Midnight Runners – Come On Eileen – 4:01 (Kevin Adams / James Patterson / Kevin Rowland)
3. Soft Cell – Tainted Love – 2:42 (Ed Cobb)
4. Underpass/Flares – 1:08 – dialogo dal film
5. Gravenhurst – Nicole (Instrumental) – 5:14 (musica: Johnny Talbot)
6. Cynth / Dad – 0:59 – dialogo dal film
7. Al Murray & The Cimarons – Morning Sun – 2:56 (Barry Howard)
8. Shoe Shop – 1:43 – dialogo dal film
9. Toots & the Maytals – Louie Louie – 5:46 (Richard Berry)
10. Toots & the Maytals – Pressure Drop – 2:53 (Frederick Hibbert)
11. Hair In Cafe – 1:00 – dialogo dal film
12. The Specials – Do the Dog – 2:09 (Rufus Thomas)
13. Ludovico Einaudi – Ritornare – 8:47 (musica: Ludovico Einaudi)
14. This Is England – 1:25 – dialogo dal film
15. Lee "Scratch" Perry & The Upsetters – Return Of DJango – 2:31 (Lee "Scratch" Perry)
16. UK Subs – Warhead – 3:03 (Charles Harper / Martin Paul Slack)
17. Ludovico Einaudi – Fuori dal mondo – 4:57 (Ludovico Einaudi)
18. Strawberry Switchblade – Since Yesterday – 2:45 (Jill Bryson / Rose McDowall)
19. Tits – 1:32 – dialogo dal film
20. Percy Sledge – The Dark End of the Street – 2:45 (Chips Moman / Dan Penn)
21. Ludovico Einaudi – Oltremare – 5:03 (musica: Ludovico Einaudi)
22. Clayhill – Please Please Please Let Me Get What I Want – 3:42 (Johnny Marr / Steven Patrick Morrissey) – cover degli Smiths
23. Ludovico Einaudi – Dietro casa – 3:49 (musica: Ludovico Einaudi)
24. Gavin Clark – Never Seen the Sea – 3:17 (Gavin Clark)

Durata totale: 77:19
Nel film si possono udire anche altri brani non inclusi nell'album della colonna sonora: Pomp And Circumstance March No 1 in D. OP 39/1 brano composto da Edward Elgar e interpretato dalla Royal Philharmonic Orchestra, Maggie Gave A Thistle di Wayne Shrapnel e The Oi Stars e Let's Dance di Jimmy Cliff.

## Distribuzione
Il film è stato presentato al Toronto International Film Festival il 12 settembre 2006. In patria è uscito nelle sale il 27 aprile 2007. In Italia il film ha partecipato al Festival di Roma 2006 ma è stato distribuito, dalla Officine UBU, solamente il 26 agosto 2011.

## Riconoscimenti
- 2006 - Festival Internazionale del Film di Roma
  - Premio speciale della giuria
- 2006 - British Independent Film Awards
  - Miglior film
  - Miglior esordiente (Thomas Turgoose)
- 2008 - British Academy of Film and Television Arts
  - Miglior film britannico
- 2008 - Festival International du Film d'Amour de Mons
  - Miglior film europeo